# Spriggina
Spriggina är ett släkte fossil som påträffats i ediacarafauna. Tidigare antogs de tillhöra ringmasksläktet men idag tros de i stället endast utseendemässigt likna ringmaskar och i stället tillhör ett släkte helt skilt från det moderna djurriket som numera är utdött. Släktet innehåller en art, Spriggina floundersi. Taxonet Spriggina ovata är omklassat till Marywadea ovata.
Spriggina levde för cirka 550-600 miljoner år sedan. Spriggina är 3-5 centimeter lång och segmenterad och har ett distinkt huvud. Den ser ut som en blandning av en mask och en trilobit.